# Красник (місто)
Кра́сник (пол. Kraśnik) — місто в східній Польщі. Адміністративний центр Красницького повіту Люблінського воєводства.

## Історія
У XVI столітті вперше згадується православна церква в місті.
У міжвоєнні 1918—1939 роки польська влада знищила місцеву православну церкву.
Під час Другої світової війни в місті діяла делегатура Янівського Українського допомогового комітету.

## Населення
Демографічна структура станом на 31 березня 2011 року:
|          | Загалом | Допрацездатний вік | Працездатний вік | Постпрацездатний вік |
| -------- | ------- | ------------------ | ---------------- | -------------------- |
| Чоловіки | 17301   | 3166               | 11999            | 2136                 |
| Жінки    | 19069   | 2970               | 11285            | 4814                 |
| Разом    | 36370   | 6136               | 23284            | 6950                 |

## Відомі люди
- Кристин з Гораю[7] — дідич, один із предків Дмитра зі Стоянців і Гораю з роду Горайських гербу Корчак
- Дмитро зі Стоянців і Гораю — разом із братом Іваном 26 липня 1377 року грамотою, виданою поблизу Белза, отримав місто від короля Людовика Угорського
- Князь Юрій Юрійович Слуцький — чоловік Катажини Тенчинської, місто було її віном
- Юрій Мазурок (1931—2006) — російський співак, народний артист СРСР